# Tournefortia tarmensis
Tournefortia tarmensis là loài thực vật có hoa trong họ Mồ hôi. Loài này được (Krause) J.F. Macbr. miêu tả khoa học đầu tiên năm 1960.